# Percussions corporelles

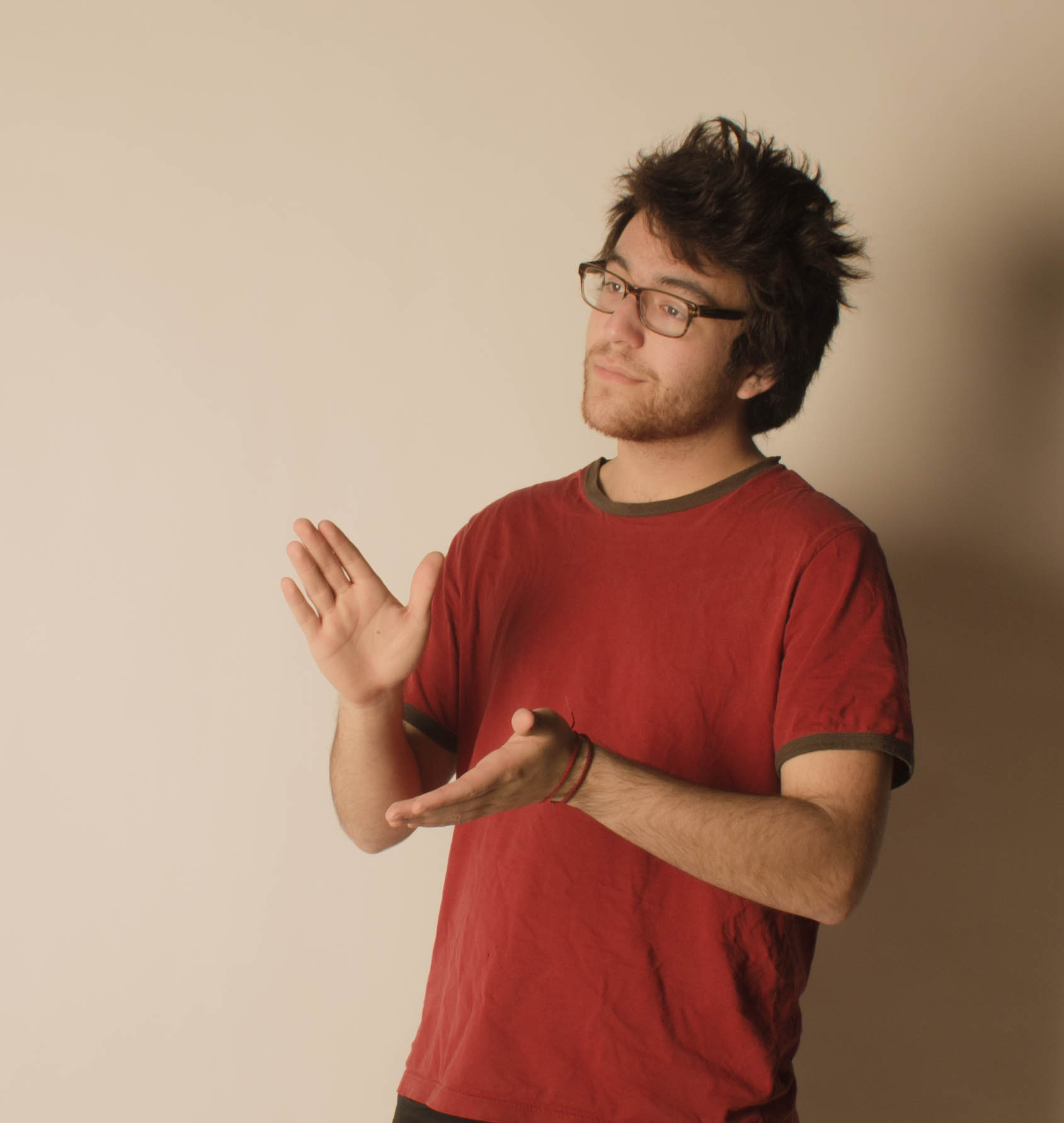
Homme qui effectue des percussions corporelles avec ses mains

Les percussions corporelles (parfois appelées pratique d'expression corporelle musicale) sont un genre musical consistant à produire des mélodies ou des rythmes en utilisant le corps comme instrument de musique. Elles peuvent être jouées seules ou pour accompagner d'autres musiques. La percussion corporelle est le résultat du déplacement cinétique d'une ou plusieurs parties du corps et prend sa finalité sous la forme d'un choc sonore marquant la fin du mouvement ce qui la différencie du simple toucher. Elle se présente sous la forme du complexe mouvement-choc-vibration sonore. Ce mouvement répété et structuré dans un espace-temps en diverses composantes sonores et visuelles va produire le rythme et la musicalité. La percussion met alors en avant la dimension rythmique des mouvements corporels et des actions constituant ainsi un véritable langage musical. D'un point de vue psychophysiologique, elle favorise une prise de conscience de soi et des autres au cours du jeu moteur, au travers de la relation et de la communication ludique entre celui qui produit les sons et celui qui les perçoit. Elle produit ainsi des effets organiques et psychologiques ressentis à travers la dimension rythmique des mouvements corporels et manuels, du tonus musculaire, des réactions affectives et émotionnelles suscitées au cours de la pratique corporelle et vocale. Elles sont utilisées dans certains domaines d'orientation thérapeutique comme la psychomotricité, la rythmothérapie ou la musicothérapie. Certains ouvrages proposent d'aborder avec méthode cette pratique (ex. Méthode Toumback, Méthode Slap Happy).
Les percussions vocales font partie intégrante du même genre musical. Elles se distinguent par une production d'onomatopées, de clappement de langue ou de lèvres, de sons gutturaux... Les exemples types de percussion vocale sont le human beatbox et le scat.
On trouve des percussions corporelles dans la musique traditionnelle de différentes cultures comme dans le saman en Indonésie, dans les gumboots d'Afrique du Sud, dans l'aqwaqwam en Éthiopie, dans les palmas du flamenco en Espagne, dans les claquettes des danses irlandaises ou dans la danse afro-américaine juba dance aux États-Unis.
Quelques groupes actuels se sont spécialisés dans ce type de musique comme les Barbatuques (Brésil), les Stomp (Angleterre), les Mayumana (Israël).
Depuis 2008, l'International Body Music Festival est consacré à cette pratique.